# Заполье-2
Запо́лье-2 — бывшая деревня в Балезинском районе Удмуртии, входит в Исаковское сельское поселение.
Находилась на берегу реки Ушур выше по течению (около 2 километров) от деревни Ушур.
В двух километрах к северу находится Заполье-1.